# (3630) Lubomír
(3630) Lubomír – planetoida z pasa głównego asteroid okrążająca Słońce w ciągu 4 lat i 224 dni w średniej odległości 2,77 au Została odkryta 28 sierpnia 1984 roku w Obserwatorium Kleť w pobliżu Czeskich Budziejowic przez Antonína Mrkosa. Nazwa planetoidy pochodzi od starosłowiańskiego imienia Lubomír, popularnego w Czechcach. Przed nadaniem nazwy planetoida nosiła oznaczenie tymczasowe (3630) 1984 QN.